# Tirumala petiverana
Tirumala petiverana là một loài bướm ngày thuộc họ Nymphalidae. Nó được tìm thấy ở tropical Africa. The habitat consists of Afromontane, lowland và riverine forests.
Sải cánh dài 60–75 mm. Có một lứa một năm. Con trưởng thành bay từ tháng 2 đến tháng 5 (with peaks in tháng 4) in Zimbabwe.
Ấu trùng ăn Pergularia extensa, Pergularia daemia, Daemia, Hoya và Marsdenia rubicunda.